# Pracujący w winnicy
Pracujący w winnicy – obraz autorstwa Rembrandta.

Obraz jest ilustracją przypowieści o dobrym gospodarzu zamieszczoną w Ewangelii Mateusza. Według niej gospodarz rano wynajął pracowników do swej winnicy. Tego samego dnia kilkakrotnie jeszcze wychodził na plac i werbował najemników. Pod koniec dnia, gdy przyszedł czas zapłaty, każdemu wypłacił po denarze bez względu na liczbę przepracowanych godzin. Gdy ci co najdłużej pracowali zaczęli szemrać przeciwko, gospodarz powiedział im: 

Przyjacielu nie czynię ci krzywdy: czy nie o denara umawiałeś się ze mną? Weź co Twoje i odejdź! Chcę też i temu ostatniemu dać tak samo jak tobie. Czy nie wolno uczynić ze swoim, co chcę? Czy na to złym okiem patrzysz, że ja jestem dobry? Tak ostatni będę pierwszymi, a pierwsi ostatnimi. (Mt. 20, 13-16)

Obraz nie został ukończony przez Rembrandta. Widać na nim bogatego ziemianina siedzącego za biurkiem tłumaczącego jednemu z pracowników swoją filozofię uczciwości. Wokół niego Rembrandt, wykorzystując padające światło przez okna, umieścił wiele przedmiotów codziennego użytku oraz bawiące się psy.